# Grzegorz (Postnikow)
Grzegorz, imię świeckie Grigorij Pietrowicz Postnikow (ur. 21 października?/1 listopada 1784 w Michajłowskim, zm. 5 lipca?/17 lipca 1860 w Petersburgu) – rosyjski biskup prawosławny.

## Życiorys
Ukończył Petersburską Akademię Teologiczną. W 1814 uzyskał tytuł magistra nauk teologicznych, 25 sierpnia tego samego roku złożył wieczyste śluby zakonne. 27 sierpnia został hierodiakonem, zaś 28 sierpnia – hieromnichem. W 1816 objął stanowisko inspektora Petersburskiej Akademii Duchownej. W 1817 uzyskał tytuł naukowy doktora nauk teologicznych i otrzymał godność archimandryty. 1 października 1817 mianowany profesorem nadzwyczajnym Akademii. Od 2 maja 1819 był rektorem Akademii i profesorem zwyczajnym.
7 maja 1822 miała miejsce jego chirotonia na biskupa rewelskiego, wikariusza eparchii petersburskiej. Od 1825 lub 1826 był biskupem kałuskim i borowskim. W 1828 został przeniesiony na katedrę riazańską i zarajską. Od 1829 (według innych źródeł – 1831) sprawował urząd arcybiskupa twerskiego i kaszyńskiego. W 1848 został arcybiskupem kazańskim i swijaskim. W 1856 podniesiony do godności metropolity.
1 października 1856 został metropolitą nowogrodzkim, petersburskim, estońskim i fińskim. Zmarł po czterech latach na katedrze i został pochowany w Ławrze św. Aleksandra Newskiego, pod ołtarzem cerkwi Św. Ducha.
Według wspomnień współczesnych odznaczał się ascetycznym trybem życia. Jako arcybiskup kazański i swiżajski prowadził szeroką działalność na rzecz nawracania na prawosławie staroobrzędowców oraz przekładu na język tatarski ksiąg liturgicznych Cerkwi. Czynił starania na rzecz założenia w Kazaniu wyższej szkoły przygotowującej do pracy misyjnej.